# Waremme
Waremme (en való Waremme, en neerlandès Borgworm) és una ciutat de Bèlgica, a la província de Lieja, que forma part de la regió valona. L'1 de gener del 2024 tenia 15.489 habitants.

## Història
El primer document escrit datat de l'any 965. El 1078 passà al principat de Lieja, del qual era una bona vila des del segle xvi. El 1795 la ciutat és annexada a França.
Poc després de la independència de Bèlgica el 1831, la construcció del ferrocarril Brussel·les-Lieja el 1838 serà molt important per al desenvolupament econòmic de la ciutat.